# Fantasia 2000
Fantasia 2000 és una pel·lícula d'animació de The Walt Disney Company de 1999. Es tracta d'un remake de Fantasia (1940), que va ser el primer llargmetrage de Disney.